# Amédée de Savignhac
Amédée de Savignhac est un militaire et homme politique français, né le 21 février 1809 à Draguignan (Var) et mort le 23 février 1871 à Bordeaux (Gironde).

## Biographie
Fils de Joseph de Savignhacmilitaire, sous-préfet de Barcelonnette, Amédée de Savignhac passe une partie de son enfance au château de la Ville Voisin à Augan (Morbihan). Diplômé de l'École Polytechnique, il rejoint l'armée en 1829 pour une très brève carrière militaire. 
Officier réputé hostile à Louis-Phillippe, il aurait selon l'Abbé Gabriel Bernard, historiographe de la paroisse d'Augan, brisé son épée pour revenir à la vie civile dans les années 1830. Quittant l'armée avec le grade de capitaine d'artillerie, il s'installe sur les terres de sa famille à Augan où il fera en 1844 l'acquisition du Château de Beaurepaire.
Maire d'Augan de 1852 à 1864, il fut aussi conseiller général du canton de Guer de 1848 à 1852. Monarchiste de tendance légitimiste, il est élu député du Morbihan le 8 février 1871.  
Amédée de Savignhac meurt d'une maladie foudroyante sans avoir pu siéger, deux semaines après son élection. Son décès survient à Bordeaux où l'Assemblée nationale s'était réfugiée après la défaite de Sedan. 
Ses obsèques sont célébrées le 25 février 1871 par Monseigneur Jean-Marie Bécel, évêque de Vannes, dans l'église d'Augan dont il avait très largement financé la construction, entre 1865 et 1867, sur ses deniers personnels. Sans descendance, il est inhumé aux côtés de son épouse, Emilie du Boisbaudry, à l'intérieur de l'édifice paroissiale, dans uns sépulture ayant fait l'objet d'une autorisation spéciale du préfet du Morbihan. Son éloge funèbre fut prononcée par son ami Charles de la Monneraye, député légitimiste du Morbihan, ardent défenseur du rétablissement de la monarchie.